# Сен-Бартелемі
Сен-Бартелемі, Сен-Бартельмі, Сен-Барт (фр. Collectivité de Saint-Barthélemy [sɛ̃ baʁtelemi] ( прослухати)) — заморська територія Франції, до якої належить острів Сен-Бартельмі і низка прилеглих островів Карибського моря. Утворена 22 лютого 2007 року. Раніше входила до складу заморського департаменту Гваделупа. Адміністративний центр — Густавія.

## Географія

Карта Сен-Бартелемі

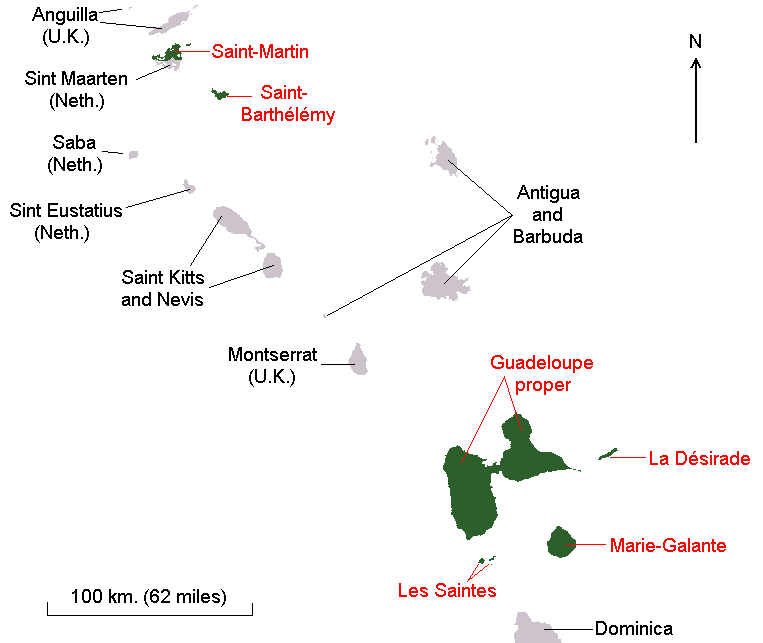
Карта Навітряних Антильських островів станом на 2007 рік. Зеленим кольором (з червоними підписами) позначені колишні складові частини регіону і департаменту Гваделупа включаючи Сен-Бартельмі

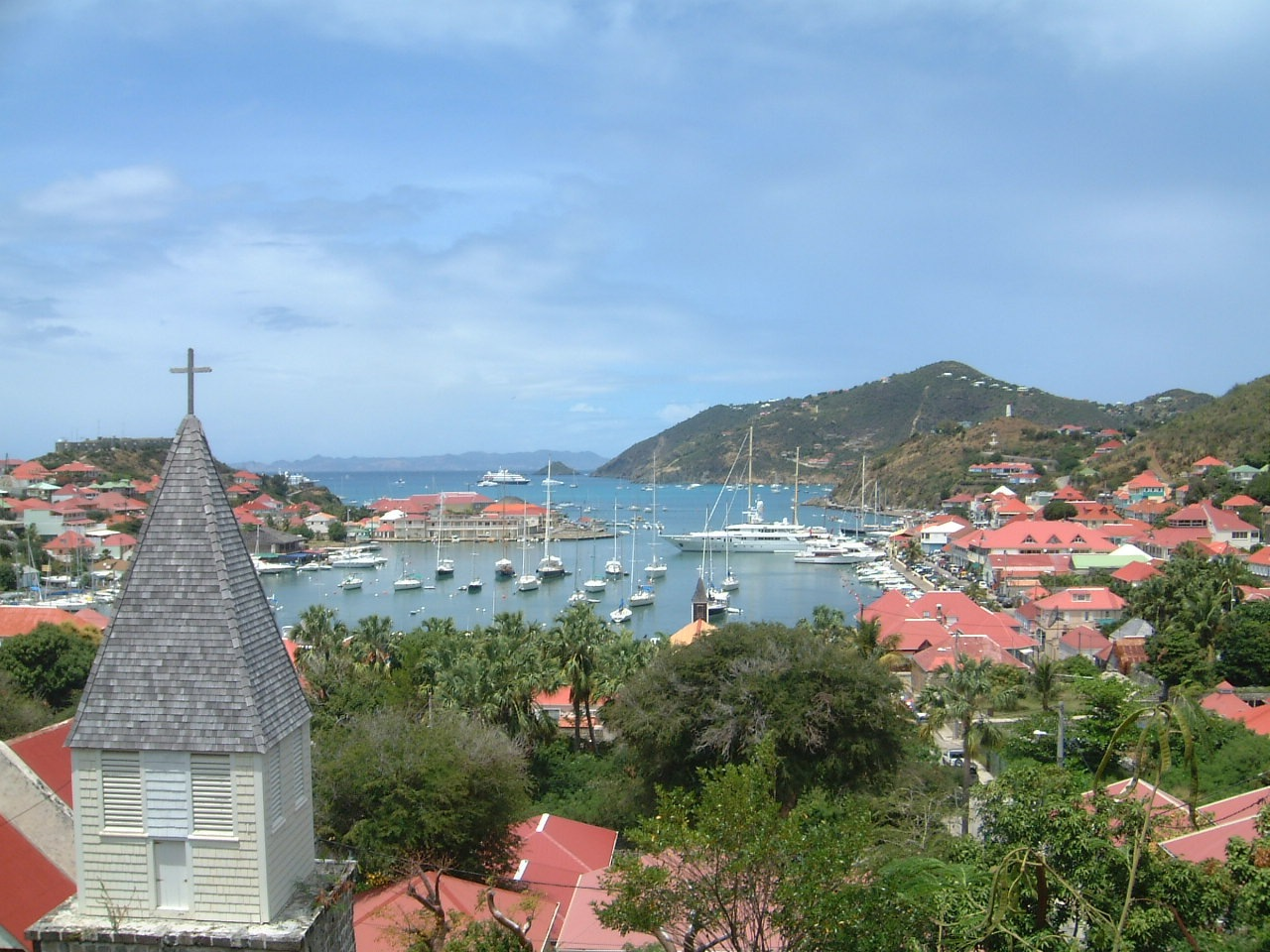
Гавань Густавії

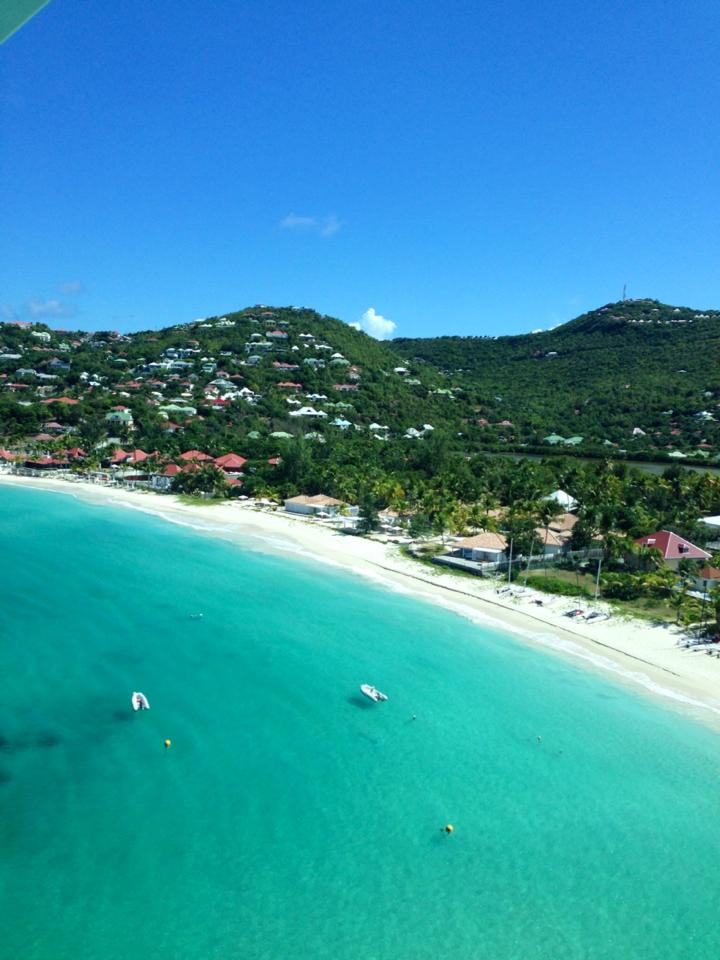
Узбережжя острова в районі Сен-Жан

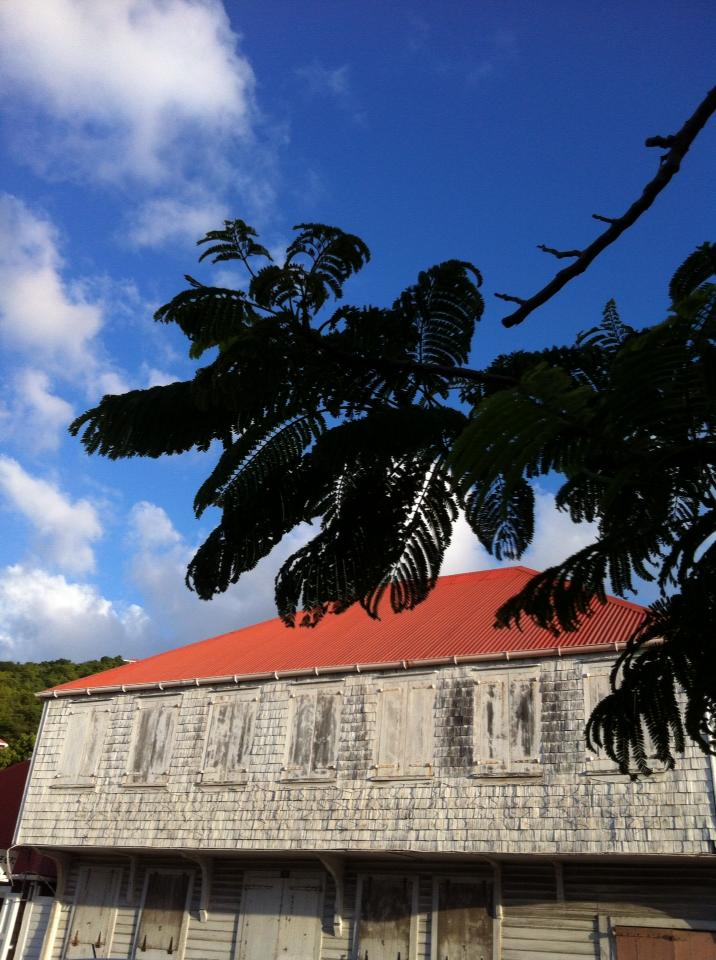
Одна з найстаріших будівель Густавії

Острів Сен-Бартелемі розташований в північній частині Навітряних островів. Знаходиться за 200 км на північ від Гваделупи, поблизу (менше 20 км) від острова Сен-Мартен.
Береги острова скелясті (але є і ділянки пляжів), оточені кораловими рифами і дрібними острівцями. Центральна частина острова в пагорбах (вища точка — 286 м). Річки, струмки та інші джерела води відсутні.
Клімат тропічний, температура майже не змінюється.

## Історія
Острів був відкритий в 1493 році Христофором Колумбом, який назвав його на честь свого брата Бартоломео.
У 1648 році на острові стали селитися французи. У 1653 році він був придбаний Мальтійським орденом і став його володінням, однак у 1665 році острів знову був перезданий французам. У 1763 році острів був знову заселений, на цей раз французькими моряками з Нормандії і Бретані. Французькі пірати стали активно використовувати острів в якості свого притулку. Величезні багатства, здобуті шляхом грабежу іспанських галеонів, сприяли розвитку економічного життя. Існує припущення, що знаменитий пірат Даніель Монбар на прізвисько «Руйнівник» мав на острові свій штаб. Його скарби, можливо, досі заховані в бухті Anse du Gouverneur або зариті в пісках Saline. Згодом пірати перетворилися в торговців, крамарів, рибалок та дрібних фермерів. Через малі розміри, кам'янистий рельєф і дефіцит води Сен-Бартелемі не став частиною «цукрової економіки» як інші, більш великі острови Карибського регіону.
У 1784 році Франція продала Сан-Бартелемі шведам, які перейменували його найбільше поселення і порт в Густавію, на честь шведського короля Густава III. Серед усього іншого в результаті цієї угоди, здійсненої одним з міністрів Людовика XVI, французи отримали ряд торгових преференцій в шведському порту Гетеборг. Спочатку губернатор острова лише представляв інтереси шведської корони, а адміністративні функції знаходилися в руках шведської Вест-Індійської компанії, яка розпоряджалася всією коронної власністю, стягувала податки, призначала митних службовців тощо. Однак у 1815 році адміністративні функції були передані губернатору. В 1801 році острів захопили англійці, але вже в 1802 році вони повернули його Швеції. В 1847 році шведська влада дали свободу неграм-рабам, які були раніше завезені на острів французами, і більшість негрів залишило острів, переселившись на Гваделупу та інші території.
Будучи нейтральним островом під владою Швеції, Сан-Бартелемі служив важливим торговим центром для всіх учасників колоніальних воєн XVIII і XIX століть. Захопивши вороже судно або зробивши наліт на поселення, капітан міг продати награбоване на Сен-Бартельмі і одночасно поповнити запаси. Завдяки своєму статусом під час англо-американських і іспано-американських воєн Густавія досягла високого рівня економічного процвітання. Однак потім вона втратила своє значення, оскільки багато конфліктів були завершені, а вітрильні судна поступилися місцем пароплавам. Зростаючі витрати, які тягло за собою володіння островом, змусили шведський уряд розглянути питання про його продаж колишнім власникам.
За договором, укладеним в Парижі 10 серпня 1877 року (ратифікований Швецією і Францією 9 листопада 1877 року і 4 березня 1878 року відповідно), острів знову перейшов у володіння Франції, яка включила його до складу Гваделупи. Оскар II, король Норвегії і Швеції, повернув острів за скромну суму 320000 франків. Після Другої світової війни, в 1946 році Франція провела реорганізацію своїх колишніх колоній, і Сен-Бартелемі став округом заморського департаменту (département d'outre-mer) Гваделупи.
У 2003 році населення острова проголосувало за відділення від Гваделупи. З 2007 року Сен-Бартелемі поряд із Сен-Мартеном мають статус заморських співтовариств (collectivité d'outre-mer).

## Населення

40 «кварталів» Сен-Бартелемі

Чисельність населення — 9035 осіб (перепис 2011 року).
Етнорасовий склад: більшість населення — європейці, є мулати, негри, гваделупські метиси (франко-індійського походження). Поширена розмовна назва корінного населення острова — «бабат».
Мови: французька, креольська, багато хто володіє також англійською мовою.
Релігії: в основному католики, є протестанти і Свідки Єгови.

## Економіка
Основа економічної діяльності — обслуговування туристів і безмитна торгівля (дьюті-фрі).
Сільське господарство не розвинене через відсутність джерел прісної води. В невеликих масштабах ведеться рибальство.
Практично вся провізія, а також промислові товари та паливо, імпортуються.

## Туризм
Відповідно до постанов від 26 липня 2011 року та від 18 квітня 2012 року, українським громадянам, які бажають приїхати на острів з метою перебування не більше 3 місяців в півріччя потрібна окрема віза. Вона не потрібна тільки власникам дипломатичних паспортів, або тим, хто вже має короткострокову шенгенську мультивізу строком дії від 6 місяців до 5 років, видана французьким консульським органом.